# 아리바

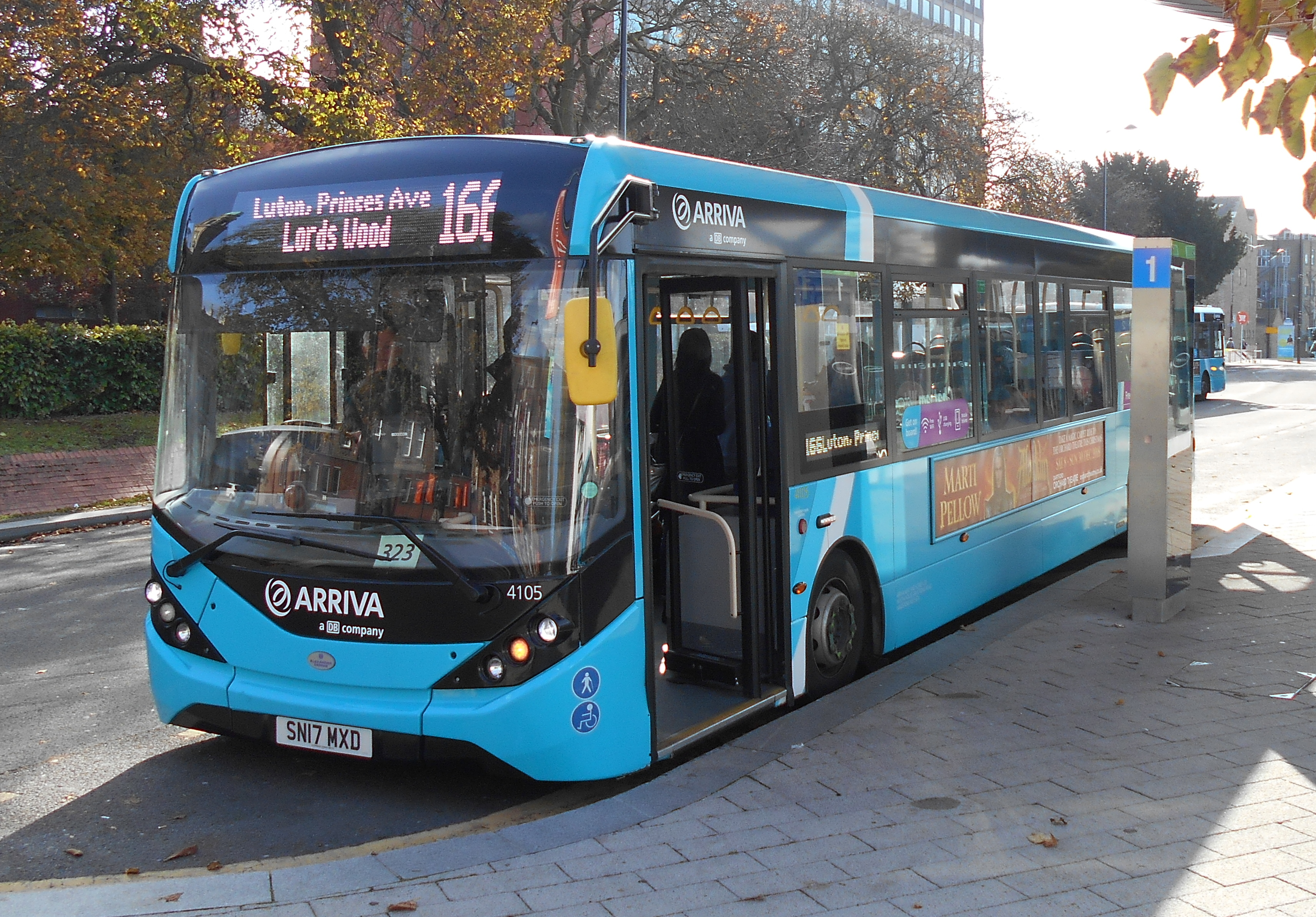

아리바(Arriva)는 잉글랜드 선덜랜드에 본사를 둔 영국의 다국적 대중교통 기업이다. 2010년 8월부터 2023년 10월까지 도이체 반의 자회사였으며, 도이체 반은 2023년 10월에 I Squared Capital에 지분을 매각했다.
1938년에 T Cowie Ltd라는 사명으로 설립되었으며 수많은 인수합병을 거쳐서 1997년 아리바(Arriva)라는 이름으로 리브랜딩되었고 2010년 독일철도의 자회사가 되었다. 아리바는 버스, 코치, 트레인, 트램, 워터버스 서비스를 유럽 내 14개국에서 운영한다. 2018년 9월 기준으로 직원 수는 61,845명이며 연간 24억 명의 여행객이 이용하였다.